# Требниц (Бургенланд)
Требниц (нем. Trebnitz) — деревня в Германии, в земле Саксония-Анхальт, входит в район Бургенланд в составе городского округа Тойхерн.
Население составляет 788 человек (на 31 декабря 2013 года). Занимает площадь 6,71 км².

## История
Первое упоминание встречается в документах Оттона II в 976 году.
До 2011 года Требниц образовывала собственную коммуну, куда также входили деревни: Зидлунг (нем. Siedlung, 51°06′07″ с. ш. 12°03′08″ в. д.) и Обершвёдиц (нем. Oberschwöditz, 51°05′23″ с. ш. 12°02′45″ в. д.).
1 января 2011 года, после проведённых реформ, Требниц вместе с Зидлунгом и Обершвёдицем вошёл в состав городского округа Тойхерн в качестве района.

## Галерея

Требниц на карте городского округа
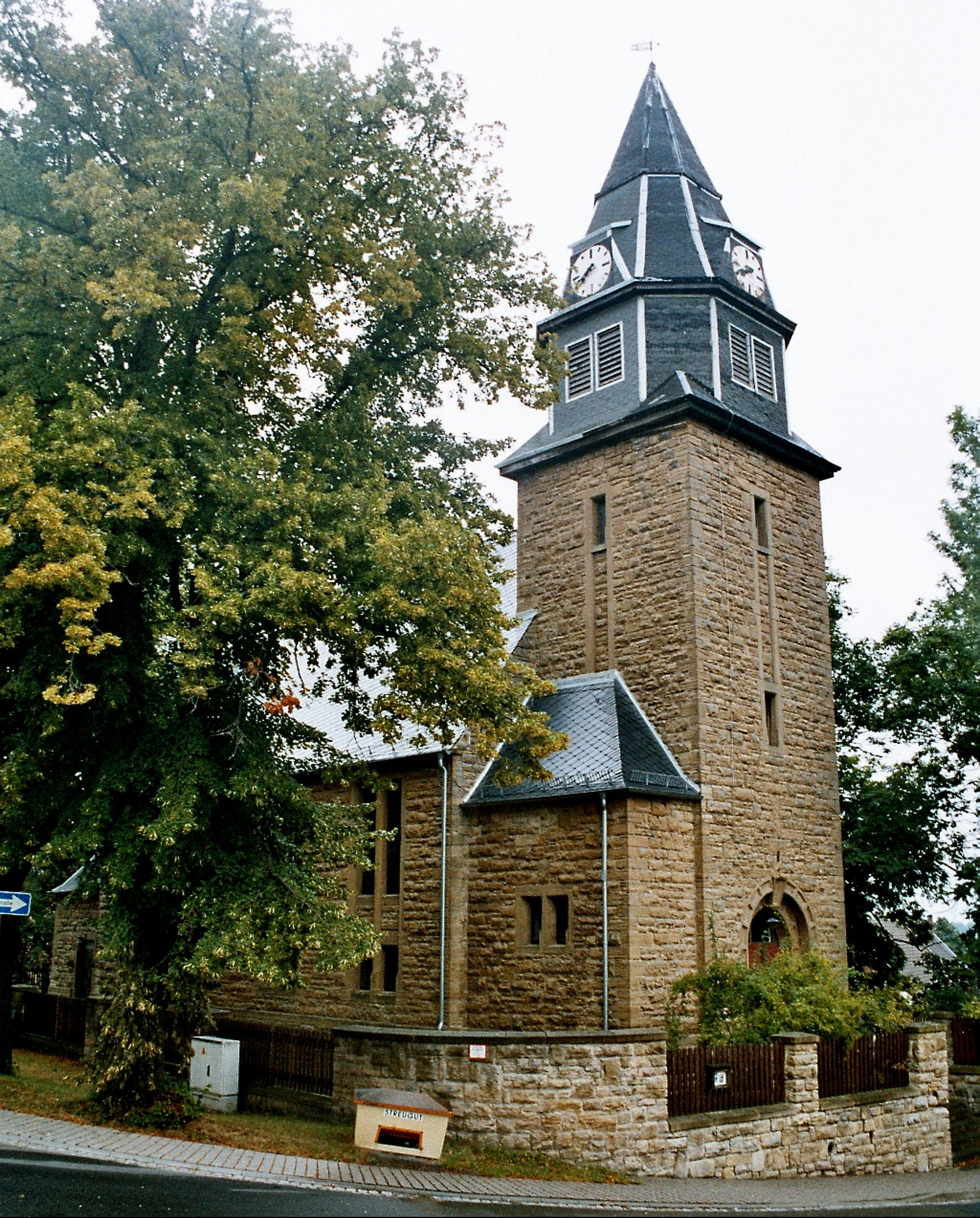
Церковь Требница
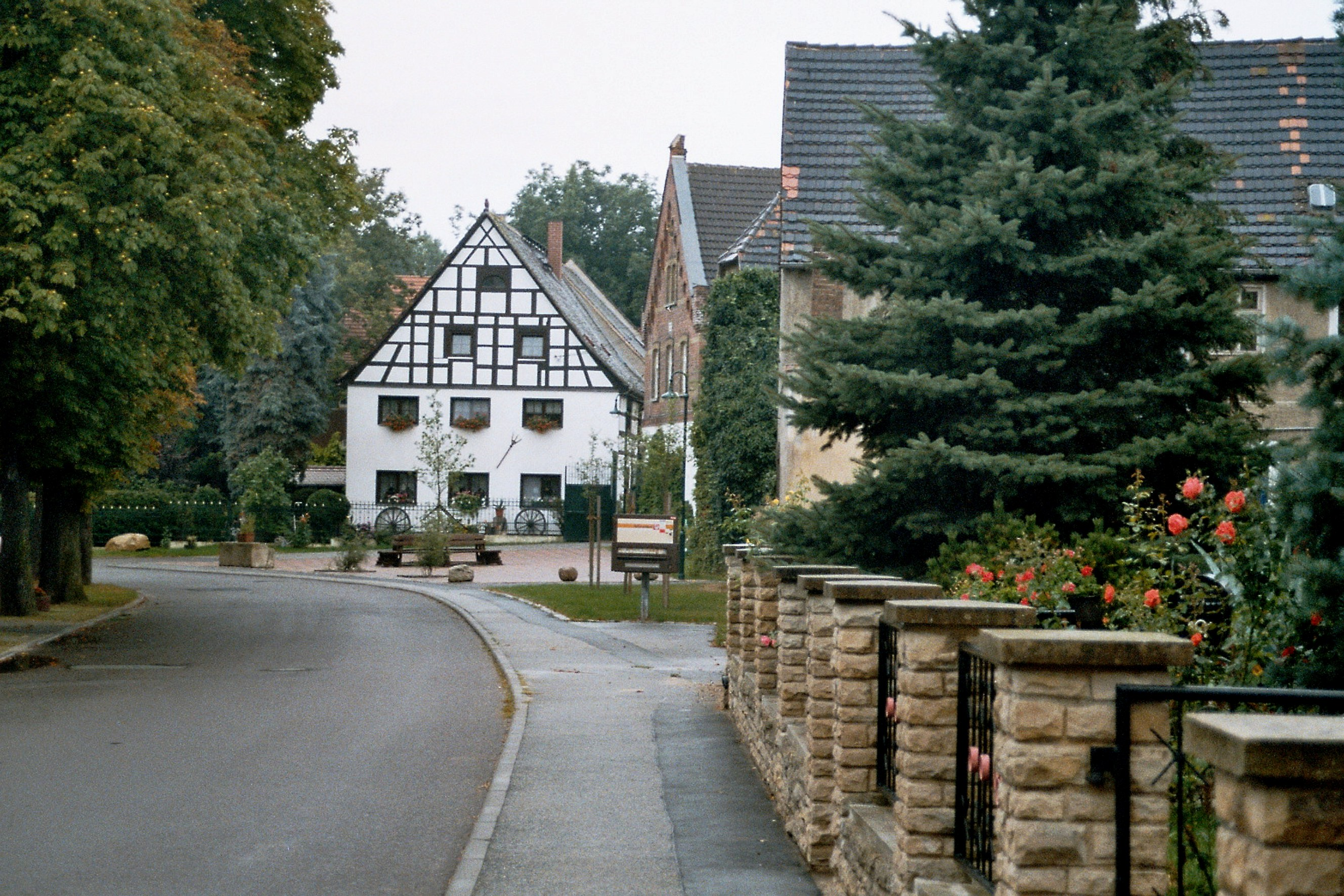
Улица в Требнице
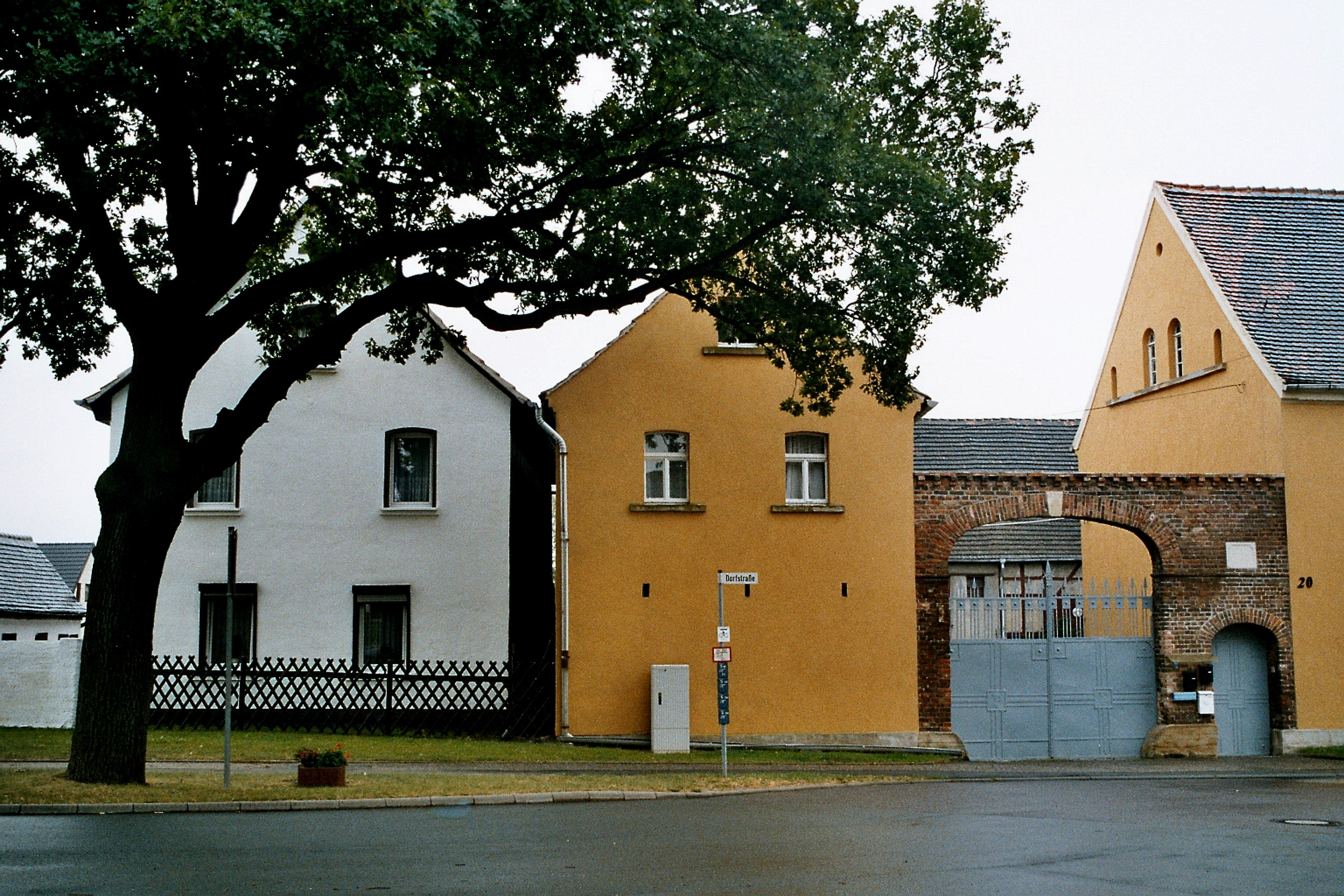
Фермерский дом